# رضا خدادادی
رضا خدادادی (زاده ۷ اسفند ۱۳۳۹) هنرمند معاصر، نقاش، مجسمه‌ساز، پژوهشگر و عضو هیئت علمی (استاد دانشگاه) دانشگاه هنراست.

## زندگی
رضا خدادادی در سال ۱۳۳۹ در اردبیل زاده شد. دوران تحصیلی ابتدایی و راهنمایی را در تهران سپری کرد. دوران تحصیلی متوسطه را در زادگاهش گذراند. عشق او به هنر موجب شد در دانشگاه هنر و در رشته نقاشی به تحصیل بپردازد. پس از آن تحصیلات خود را در رشته انیمیشن ادامه داد. وی که از دانشجویان فعال و ممتاز دانشگاه بود، از هنگام دانشجویی به دعوت برخی از دانشگاه‌ها و موسسات آموزش عالی، به تدریس در دانشگاه مشغول شد. خدادادی دکترای تخصصیPhD پژوهش هنر با تخصص هنرهای شهری و هنر عرصه‌های عمومی (هنر عمومی) است و علاوه بر فعالیت‌های بی‌وقفه در زمینه خلق آثار هنری، از سال ۱۳۷۰ تاکنون به تدریس در دانشگاه‌ها اشتغال دارد و هم‌اکنون عضو هیئت علمی دانشگاه هنر تهران است.

## زندگی شخصی
رضا خدادادی در سال ۱۳۶۳ با «ژیلا مینایی» ازدواج کرد و حاصل این ازدواج، پسری به نام «خزر» و دختری به نام «صدف» است.

## فعالیت‌ها
خدادادی از کودکی به نقاشی و مجسمه‌سازی روی آورد و پس از آن در سایر زمینه‌های هنری از جمله: دیوار نگاری (نقاشی دیواری)، ماکت سازی، طراحی داخلی به فعالیت پرداخت.
تعدادی از آثار این هنرمند معاصر در مجموعه‌ها و گنجینه‌های عمومی، دولتی و خصوصی، داخلی و خارجی (مانند: موزه هنرهای معاصر تهران، فرهنگستان هنر، سازمان زیباسازی شهر تهران، موزه آستان امام علی در نجف اشرف و…)نگهداری می‌شود. وی تا کنون ۱۳ نمایشگاه انفرادی برگزار کرده و در بیش از ۱۴۰ نمایشگاه گروهی داخلی و خارجی آثارش به نمایش درآمده است. رضا خدادادی پژوهشگر هنرهای عمومی و برنامه‌ریزی استراتژیک هنرهای شهری است و علاوه بر سخنرانی‌های متعدد در این زمینه، مقاله‌ها و کتاب‌های متعدد تألیف و نگارش کرده‌است.

## کتاب‌ها
۹ عنوان کتاب زیر تألیف خدادادی در زمینهٔ زیباسازی شهری و دیوارنگاری است:
- «تکنیک‌های دیوارنگاری» ناشر: سپند مینو و سازمان زیباسازی شهر تهران، ۱۳۹۴، شابک:3-4-95777-600-978[۷]
- ضوابط و مقررات زیباسازی شهری شماره ۲۱، «ایده پردازی، طراحی و اجرای دیوارنگاری» ناشر:سپند مینو و سازمان زیباسازی شهر تهران، شابک: ۰-۵-۹۵۷۷۷-۶۰۰-۹۷۸
- ضوابط و مقررات زیباسازی شهری شماره ۲۲، دیوارنگاری « «موزاییک» ناشر:سپند مینو وی سازمان زیباسازی شهر تهران، شابک: ۷-۶-۹۵۷۷۷-۶۰۰-۹۷۸
- ضوابط و مقررات زیباسازی شهری شماره ۲۳، دیوارنگاری «کاشی معرق» ناشر:سپند مینو با و سازمان زیباسازی شهر تهران، شابک: ۴-۷-۹۵۷۷۷-۶۰۰-۹۸۷
- ضوابط و مقررات زیباسازی شهری شماره ۲۴، دیوارنگاری «کاشی هفت رنگ یا کاشی نقاشی» ناشر:سپند مینو و سازمان زیباسازی شهر تهران، شابک: ۱-۸-۹۵۷۷۷-۶۰۰-۹۷۸
- ضوابط و مقررات زیباسازی شهری شماره ۲۵، دیوارنگاری «پاره چین کاشی (کاشی شکسته)» ناشر:سپند مینو و سازمان زیباسازی شهر تهران، شابک۸-۹-۹۵۷۷۷-۶۰۰-۹۷۸
- ضوابط و مقررات زیباسازی شهری شماره ۲۶، دیوارنگاری «نقش برجسته سفالی» ناشر:سپند مینو و سازمان زیباسازی شهر تهران، شابک: ۰-۰۱-۸۱۹۷-۶۰۰-۹۷۸
- ضوابط و مقررات زیباسازی شهری شماره ۲۷، دیوارنگاری «نقش برجسته سنگی» ناشر:سپند مینو و سازمان زیباسازی شهر تهران، شابک: ۷-۰۲-۸۱۹۷-۶۰۰-۹۷۸
- ضوابط و مقررات زیباسازی شهری شماره ۲۸، دیوارنگاری «نقش برجسته سیمانی (بتنی)» ناشر:سپند مینو و سازمان زیباسازی شهر تهران، شابک: ۴-۰۳-۸۱۹۷-۶۰۰-۹۷۸

## نقدآثار
آثار هنری رضا خدادادی جنبه‌های مختلفی از کنار هم قرار گرفتن شکل‌ها و نقش‌ها را به همراه طیفی متنوعی از مواد ارائه می‌کند. در آثار او توالی و ماده رنگ نقشی محوری دارند. هنرمند با گرایش به اشعار مولانا حالتی بیانگرانه و شاعرانه به آثارش می‌بخشد. در آثار «حیرانی» و «ذکر»، بیننده با آثاری انتزاعی مواجه است که به واسطه آن‌ها خوانشی ادبی از بیان بصری دریافت می‌دارد. مجموعهٔ «حیرانی»، خطوطی هستند که به دقت نقاشی شده و بر روی هم انبوه شده‌اند. در پس از زمینهٔ این خطوط که تداعی گر علف زار و نی زار هستند، گاه رنگ‌هایی ملایم یا تند نمایان می‌شوند که اثر را به یک منظره ای از طبیعت نزدیک می‌سازند. این نماهایی طبیعت گونه، شبیه به منظره‌های شرق دور به نظر می‌رسند؛ اما خدادادی در فرایند خلق آثارش از منظره‌ها آشنایی زدایی نیز می‌کند. انبوه خطوط بر روی هم، خطوط صاف که گاهی به خط‌هایی منحنی تبدیل شده حالتی از باد و پریشانی را القاء می‌کند که می‌تواند معادلی برای «حیرانی» فرض شود. کنتراست (تضاد) خطوط در این آثار نقشی اساسی در زیبایی‌شناسی اثر داشته و رنگ‌ها بیشتر هم خانواده‌اند مگر برای پلان بندی و فاصله گذاری زمینه. پاره خط و خط از ساده‌ترین عناصر تجسمی است اما هنرمند با انبوه کردن و سایه دادن دقیق، شکلی نوینی از دیده فریبی و تمرکز بر رفتارهای بینایی را ارئه می‌دهد. خدادادی می‌کوشد دستاوردهای نقاشی مدرن را در مرحله تازه ای در آثارش به نمایش بگذارد. به‌طور مثال مجموعه‌های کاهش یابنده یا افزایشی آثار حیرانی یکی از آن تمهیدات است. همچنین در مجموعه آثار نقش برجستهٔ این هنرمند نیز از انبوه‌سازی یک فرم و تغییر آن پیروی می‌کنند (تصاویر شماره۱و۲ را ببینید). او با تغییر اجزاء عناصر شکلی یا نقوش یا پتینه کاری تنوعی را در ریتمی یکسان شکل می‌دهد (تصاویر ۳و۴ را ببینتد). در حقیقت نقاشی‌های دوره حیرانی خدادادی سیر منظرهایی از طبیعت و تبدیل آن وجه تجسمی و بصری است و اینکه چگونه توهم اتمسفر و فضایی بی کرانه و درجه‌بندی شده به سطح یک تابلو می‌رسد یا برعکس؛ انگار که چشم‌اندازی با پس زدن علف‌ها و نیزارها نمایان یا ناپدید می‌شود. در عین حال این‌ها عناصر و اجزایی تصویری هستند که در زیر لایه‌های حود رابطه‌هایی با مفاهیم ادبی و غزلیات شمس پیدا می‌کنند. برای درک هر چه بهتر، باید که درنقاشی‌های هنرمند غرق شد و دربارهٔ آن‌ها اندیشید. نقاشی های رضا خدادادی  دارای خصوصیات مشترکی مانند نظم، ظرافت و دقت در اجراست که در مجموعۀ آثار «حیرانی» این ویژگی ها به شکوفایی خیره کننده ای رسیده است. خدادادی که شیفتۀ اشعار عارفانۀ حضرت مولانا است در این مجموعه رویکردی کاملاً عارفانه و شرقی به مقولۀ طبیعت، به عنوان مهم ترین منبع الهام بشر دارذ به همین دلیل با آنکه برخی از تابلوهای او یادآور نیزارهای طبیعی است اما نگاه هنرمند به آن ها کاملاً از پرداخت طبیعت گرایانه و رئالیستی فاصله گرفته است. «دیدن»، «جذبه» و «تمرکز» که به عنوان اصلی ترین اصول هنر نقاشی شرقی شناخته می شوند، در دستان هنرمند خدادادی با وجوه هنر انتزاعی به هم می آمیزند و تابلوهایی لطیف، شاعرانه و آرام را شکل می دهند که برای دستیابی به روح جاری درآن می باید به تفکری مراقبه گونه دست زد. هنرمند خطوط رنگی فراوانی را با دقت وسواس گونه ای بر روی هم قرار می دهد و بدین گونه؛ فرم به خط و خط به منحنی های یکدست تقلیل می یاید و در این اقلیت است که فرم بسیط تابلو بیش از آن که نمایی طبیعی و زمینی باشد، تجسم عالمی «مثالی» می شود که خیال انگیز، شاعرانه و شگفت انگیز نیز هست و آدمی را به «حیرت» وامی دارد. بدین سان خدادادی انگاره های عرفان ایرانی را به تجسم های بصری ترجمه کرده است؛ کثرت موجود در عالم وحدت با خطوط سادۀ خمیده نمایان می شود و عرصۀ پهناور هستی در تجسم تمثیل وار اشکال منحنی، وحدتی نو از ذات یگانه حق را نمایان می سازند. هنرمند برای خلق آثاری با این دقت و ظرافت می باید ذهن را از هر نوع تنش خالی سازد و همین عمل، نقاشی کردن را به مرز نوع خاصی از عبادت نزدیک می سازد که کاملاً شرقی، فردی و درونی است. هارمونی رنگی نیز در این اثر بر مفاهیم عارفانه تاکیدی مضاعف دارد؛ رنگ های گوناگون از طیف های مختلفی چون بنفش، آبی، سبز، ارغوانی و کرم به واسطۀ پیچش در یکدیگر آرام می گیرند و به سمت یکدستی و نوع جدیدی از «بی رنگ سالک گونه» پیش می روند. پرداخت هنرمندانه خطوط و استفاده استادانه از متریال رنگ و روغن سبب شده فرمهای منحنی، برجسته به نظر آیند و در عمق حاصل از درهم آمیختگی خود، ذهن مخاطب را به تعلیق وامی دارند؛ گویی در پس این دشت فرازمینی، راهی به ابدیت و احدیت پنهان مانده است که کشفی نو را طلب می کند.